# Власий Севастийски
 Тази статия е за арменския светец.  За града вижте Свети Влас.  
Свети Власий или Свети Влас (на арменски: Սուրբ Բարսեղ; на гръцки: Άγιος Βλάσιος) е християнски мъченик от III-IV век. Православната църква чества паметта му на 11 февруари. Католическата църква го чества на 3 февруари. Празникът му е известен и като Власовден.
Той е в числото на Четиринадесетте свети помощници - призоваван при заболявания и проблеми, свързани с гърлото при деца и животни (добитък).
В агиографията е описван, като епископ на град Севастия, Малка Армения (днес Сивас, Турция), който се изявява като лечител и чудотворец. Според неговото житие в Acta Sanctorum Блаз първо е измъчван с побой, с дара̀̀к/дарак (железен гребен, използван за влачене на вълна), а след това - обезглавен от някого си Агриколаус (Агриколай) по заповед на Лициний - един от последните императори от Римската тетрархия. В иконографията Свети Влас често е изобразяван с дарака.